# 布特妮·凱瑟
布特妮·妮可·凱瑟（英文：Brittany Nicole Kaiser，1987年11月6日—），劍橋分析公司的前業務發展總監，該公司在濫用Facebook數據的事曝光後倒閉。劍橋分析公司可能對英國脫歐公投和2016年美國總統選舉產生很大的影響力。凱瑟在英國議會與特別顧問調查作證表示曾參與了劍橋分析公司的工作。

## 早期生活
凱瑟出生於美國休斯敦，在芝加哥北側的林肯公園長大。她的父親在房地產開發部門工作，母親在安隆公司工作。她有一個姐姐娜塔莉。
凱瑟在芝加哥上小學，直到2005年移菲利普斯學院，然後在愛丁堡大學、香港城市大學、倫敦大學的伯貝克學院學習，並獲得了世界銀行研究所和美國和平研究所的學習證書。她後來從米德爾塞克斯大學獲得了哲學博士學位。

## 職業生涯
凱瑟在愛丁堡大學學習期間，曾抽空在2007年總統競選期間贝拉克·奥巴马的媒體團隊工作。她還為國際特赦組織擔任遊說者，呼籲制止危害人類罪。
在2015年2月至2018年1月期間，凱瑟在劍橋分析公司的母公司SCL集團擔任全職工作，任職業務發展總監。凱瑟在劍橋分析公司期間，曾在包括CEO亞歷山大·尼克斯在內的高級管理階層工作。繼Facebook-劍橋分析數據醜聞爆發之後，凱瑟逃往泰國。她後來向英國國會作了關於劍橋分析公司和Facebook構成的隱私威脅的證詞。 2018年4月，凱瑟發起了一個呼籲提高透明度的Facebook運動，稱為#OwnYourData。
凱瑟是Netflix紀錄片《個資風暴：劍橋分析事件》的主要角色之一，談論她為劍橋分析公司工作時所發生的事。該紀錄片詳細介紹了劍橋分析公司如何使用數據代理和線上應用程式從數以千萬計的Facebook用戶上累積信息，從而大規模收集數據。
凱瑟的回憶錄《操弄：劍橋分析事件大揭秘》由哈潑柯林斯於2019年10月出版。該書詳細介紹了劍橋分析公司如何非法使用數據來影響人們的選擇。
凱瑟在接受英國廣播公司採訪時說，她希望Facebook禁止政治廣告。
2019年6月，凱瑟被任命為Phunware諮詢委員會的成員，該公司是一家收集智慧型手機位置和用戶數據的科技公司。該公司通過布拉德·帕斯卡爾(Brad Parscale)的美國製造媒體顧問(American Made Media Consultants)授予的300萬美元合同，參與了川普2020年的競選活動。後來凱瑟於董事會中辭職。
2020年元旦，凱瑟開始發布劍橋分析公司的內部文件，這些文件與巴西、肯亞和馬來西亞的選舉有關。

## 延伸閱讀
- I blew the whistle on Cambridge Analytica – four years later, Facebook still hasn't learnt its lesson （页面存档备份，存于）

## 外部連結
- （页面存档备份，存于）, twitter account links to Kaiser's documents